# Behind the Door
Behind the Door è un film muto del 1919 diretto da Irvin Willat. La sceneggiatura di Luther Reed si basa sul racconto Behind the Door di Gouverneur Morris.

## Trama
Nel futuro, nel 1925, un mesto viandante ritorna alle ventose coste del Maine, nella piccola cittadina (immaginaria) di Bartlett, duramente colpita dal calo di popolazione dovuto allo sforzo bellico; egli entra nel suo laboratorio di un tempo, ormai in disuso, e ricorda alcuni avvenimenti del passato. Si tratta del capitano Oscar Krug, uomo di mare e, in tempo di pace, tassidermista.
Nel 1917, quando gli Stati Uniti dichiarano guerra alla Germania, non pochi cittadini, per varie ragioni invidiosi e sobillati dal banchiere trafficone Matthew Morse, l'uomo forse più in vista di Bartlett - che vede di mal occhio la relazione amorosa fra sua figlia Alice e Krug -, vorrebbero fare giustizia sommaria di Oscar, non foss'altro per il suo cognome teutonico e per essere figlio di madre nata in Germania. La sommossa si placa e il capitano Krug, che dal ramo paterno vanta diversi antenati americani e combattenti per gli Stati Uniti, si arruola, e gli viene assegnato il comando di una nave.
Il giorno prima della partenza Oscar Krug e Alice si sposano, in segreto. Quando Matthew Morse lo viene a sapere caccia di casa la figlia, la quale non trova di meglio da fare che imbarcarsi clandestinamente sulla nave del marito. La nave cola a picco, silurata da un sommergibile tedesco, il cui comandante, il tenente Brandt, rapisce Alice, mentre Krug, abbandonato in alto mare su una piccola scialuppa, giura vendetta.
Pochi mesi dopo Krug, tratto in salvo, è capitano su un'altra nave. Egli si imbatte nel sommergibile tedesco, lo abbatte e prende a bordo come prigioniero proprio il tenente Brandt. Fingendosi una spia nemica, Krug parla in tedesco con lui e si fa raccontare le sorti di Alice. Dopo aver appurato che la donna è morta dopo essere stata violentata da Brandt e da tutto l'equipaggio del sommergibile, Krug aggredisce Brandt, lo lega saldamente, e apre la propria valigetta contenente i bisturi e gli altri arnesi per l'impagliatura.
Nella notte successiva, due ufficiali aprono la porta dello scompartimento in cui si trova Brandt, e se ne ritraggono immediatamente, completamente inorriditi.
Nel suo desolato laboratorio, nel 1925, back to the future, Oscar Krug giace inerte con la sua testa precocemente canuta accasciata sul tavolo.

## Produzione
Il film fu prodotto dalla Thomas H. Ince Corporation.

## Distribuzione
Distribuito dalla Paramount Pictures (con il nome Famous Players-Lasky Corporation), il film uscì nelle sale cinematografiche statunitensi il 14 dicembre 1919.
Copia della pellicola è conservata negli archivi della Library of Congress.